# Battle.net
Battle.net — игровой онлайн-сервис, включающий функции цифровой дистрибуции и социальной платформы, разработанный Blizzard Entertainment. Battle.net был запущен 30 ноября 1996 года одновременно с выходом ролевой игры Diablo.
Battle.net стал первой игровой онлайн-платформой, встроенной прямо в игры, в которых он используется, что отличалось от подхода других компаний, использующих внешние интерфейсы. Эта функция, наряду с простотой создания аккаунтов и отсутствием абонентской платы, привела к росту популярности Battle.net среди игроков, что значительно сказалось на продажах Diablo и последующих игр Blizzard. Успешный запуск Battle.net побудил другие компании начать разработку собственных онлайн-платформ, заимствуя многие функции и интерфейс.
20 марта 2009 года Blizzard официально анонсировала обновлённый Battle.net 2.0. Детали были объявлены на Blizzcon 2009, где сообщалось о поддержке таких игр как StarCraft II, Diablo III и World of Warcraft. Оригинальный Battle.net был переименован в Battle.net Classic.
Программа запуска Battle.net официально сменила название на «Приложение Blizzard» в марте 2017 года в рамках ребрендинга, однако позже Blizzard изменила своё решение и в августе 2017 года решила использовать совмещённое название «Blizzard Battle.net». В данный момент приложение совмещает функции цифрового магазина, социальной платформы и системы подбора матчей для всех актуальных игр Blizzard, в том числе Heroes of the Storm, Hearthstone, Overwatch, и StarCraft: Remastered, а также игры серии Call of Duty от их партнера по материнской компании Activision.
В сентябре 2017 года Blizzard выпустила приложение Battle.net для Android и iOS. Оно позволяет общаться, добавлять друзей, а также видеть в какие игры они играют в данный момент.
В марте 2022 года Blizzard приостановила продажу своих игр в России из-за российского вторжения на Украину.

## Список игр в Battle.net

### Battle.net Classic
В этих играх присутствует многопользовательский режим по локальной сети:
- Diablo
- Diablo II
  - Diablo II: Lord of Destruction
- StarCraft
  - StarCraft: Brood War
- Warcraft II: Battle.net Edition
- Warcraft III: Reign of Chaos
  - Warcraft III: The Frozen Throne

### Battle.net 2.0
Многопользовательская игра в этих играх возможна только через Battle.net 2.0:

#### Blizzard Entertainment
- World of Warcraft
  - World of Warcraft: The War Within
- World of Warcraft Classic
  - World of Warcraft: Cataclysm Classic
- Warcraft III: Reforged
- StarCraft: Remastered
  - StarCraft
- StarCraft II: Wings of Liberty
  - StarCraft II: Heart of the Swarm
  - StarCraft II: Legacy of the Void
- Diablo[5]
- Diablo II: Resurrected
- Diablo III
  - Diablo III: Reaper of Souls
- Diablo IV
  - Diablo IV: Vessel of Hatred
- Hearthstone
- Heroes of the Storm
- Overwatch 2
- Blizzard Arcade Collection
- Warcraft: Orcs & Humans[6]
  - Warcraft: Remastered
- Warcraft II: Battle.net Edition[7]
  - Warcraft II: Remastered

#### Activision
- Call of Duty: Black Ops 4
- Call of Duty: Black Ops Cold War
- Call of Duty: Modern Warfare 2 Campaign Remastered
- Call of Duty: Modern Warfare (2019)
  - Call of Duty: Warzone
- Call of Duty: Modern Warfare III
  - Call of Duty: Warzone 2.0
- Call of Duty: Vanguard
- Crash Bandicoot 4: It’s About Time
- Call of Duty: Black Ops 6

#### Obsidian Entertainment
- Avowed[8]

#### Игры, ранее продававшиеся
- World of Warcraft (2004 — н. в.)
  - World of Warcraft: The Burning Crusade (2007—2008)
  - World of Warcraft: Wrath of the Lich King (2008—2010)
  - World of Warcraft: Cataclysm (2010—2012)
  - World of Warcraft: Mists of Pandaria (2012—2014)
  - World of Warcraft: Warlords of Draenor (2014—2016)
  - World of Warcraft: Legion (2016—2018)
  - World of Warcraft: Battle for Azeroth (2018—2020)
  - World of Warcraft: Shadowlands (2020—2022)
  - World of Warcraft: Dragonflight (2022—2024)
- Destiny 2 (2017—2019)
- Overwatch (2016—2022)
- World of Warcraft Classic
  - World of Warcraft: The Burning Crusade Classic (2021—2022)
  - World of Warcraft: Wrath of the Lich King Classic (2022—2024)
- Call of Duty: Modern Warfare II (2022—2023)

## История

Скриншот сайта Battle.net в 1997 году

Сервис был запущен в январе 1997 года одновременно с выпуском подразделения Blizzard North action-RPG Diablo. Battle.net стал первым сервисом для игры через Интернет, с которым можно было работать напрямую из игр. Другие онлайн-сервисы в то время использовали отдельные программы. Благодаря простоте запуска, возможности создания аккаунтов и отсутствию абонентской платы Battle.net за короткий промежуток времени собрал огромную аудиторию игроков и во многом поспособствовал хорошим продажам Diablo и последующих игр Blizzard.
Впоследствии многие компании-разработчики компьютерных игр копировали интерфейс и возможности Battle.net в своих продуктах, так как он был привычен и прост для их потенциальных покупателей.

### Battle.net 2.0
После анонса StarCraft II: Wings of Liberty Blizzard анонсировала и глобальное изменение службы Battle.net. Новая версия была запущена после выхода StarCraft II: Wings of Liberty, основным нововведением в ней стала большая социализованность, в частности, объединение с Facebook. На время тестирования сервис носил название Battle.net 2.0, после окончательного запуска название сменилось на Battle.net. Старая версия сервиса стала называться Battle.net Classic

### Ребрендинг
21 сентября 2016 года Blizzard анонсировала отказ от бренда Battle.net и использование Blizzard в качестве бренда для всех существующих и будущих сервисов. 24 марта 2017 года «Приложение Battle.net» было официально переименовано в «Приложение Blizzard». 14 августа 2017 года Blizzard анонсировала финальное название своего игрового сервиса — Blizzard Battle.net. В апреле 2021 года компания вернулась к прежнему названию своего сервиса — Battle.net, при этом изменив дизайн логотипа.

### Неофициальные серверы
Группа программистов попыталась расшифровать сетевой протокол Battle.net, и выпустила бесплатный (под лицензией GNU GPL) эмулятор Battle.net, названный bnetd. С bnetd игрок был не обязан использовать официальный сервер Battle.net для игры в продукты Blizzard. В отличие от официальных серверов, эмулятор не требовал проверки лицензионности игры.
В феврале 2002 года адвокаты Blizzard подали иск на разработчиков bnetd. Несмотря на предложение разработчиков bnetd включить проверку лицензионного ключа в эмулятор, Blizzard заявила о том, что доступность подобных пакетов программ поощряет пиратство, и потребовала закрытия проекта bnetd, согласно DMCA. Поскольку этот случай стал одним из первых для DMCA, в дело был вовлечён Фонд электронных рубежей, чтобы попытаться урегулировать ситуацию без исков. Однако переговоры потерпели неудачу и Blizzard выиграла дело по всем пунктам: ответчикам было предъявлено обвинение в нарушении лицензионного соглашения StarCraft и правил использования Battle.net. Апелляция в Высший апелляционный суд США по восьмому округу не изменила ситуации: решение суда было вновь вынесено в пользу Blizzard/Vivendi (1 сентября 2005 года). На основе исходных кодов bnetd был создан эмулятор PvPGN.